# Longin Kaczanowski
Longin Damian Kaczanowski (ur. 2 stycznia 1947 w Radomiu) – polski historyk, dziennikarz.

## Życiorys
Tytuł zawodowy magistra historii uzyskał w 1970 roku na Uniwersytecie Warszawskim. W 1974 ukończył podyplomowe studium dziennikarskie na Uniwersytecie Jagiellońskim. Od 1972 roku współpracował z kieleckim „Słowem Ludu”. W latach 1983–1989 był sekretarzem redakcji i starszym publicystą w miesięczniku „Przemiany”. Założył czasopismo „Ikar. Informator kulturalno-artystyczny Kielecczyzny”, którego został pierwszym redaktorem naczelnym (1993–1997). Pisał także do „Tygodnika Kulturalnego”. Był członkiem Stowarzyszenia Dziennikarzy PRL (1983–1990).
Pracował jako nauczyciel w szkole podstawowej w Wałczu (1971), natomiast w latach 1971–1983 kierował biurem Okręgowej Komisji Badania Zbrodni Hitlerowskich w Kielcach. Był członkiem Komisji Historycznej wojewódzkiego zarządu ZBoWiD. Podjął również współpracę z Wojewódzkim Komitetem Ochrony Pamięci Walki i Męczeństwa oraz Komisją Historyczną KW PZPR (od 1978 należał do partii).
Specjalizuje się w historii niemieckiej okupacji ziem Kielecczyzny i w zbrodniach wojennych (pacyfikacja Michniowa). Opublikował m.in. dwukrotnie wznawianą pracę pt. Zagłada Michniowa. Został odznaczony m.in. Srebrnym Krzyżem Zasługi i medalem „Za Zasługi dla Kielecczyzny”.

## Wybrane publikacje
- Zagłada Michniowa, Warszawa 1980
- Hitlerowskie fabryki śmierci na Kielecczyźnie, Warszawa 1984 (Biblioteka Pamięci Pokoleń)
- Miejsca pamięci narodowej w województwie kieleckim. 1939–1945, Kielce 1989 (współautor Bogusław Paprocki)
- Zagłada Michniowa, wyd. 3 popr. i uzup., Warszawa 2013